# Controllo non distruttivo
Il controllo non distruttivo (CND) si riferisce a un complesso di esami, prove e rilievi, finalizzati alla ricerca e identificazione di difetti di una struttura o materiale, condotti impiegando metodi che non alterano il materiale e non richiedono la distruzione o l'asportazione di campioni dalla struttura in esame.
Come abbreviazione si usa spesso la sigla NDT, derivata dall'espressione inglese Non Destructive Testing, o la sigla PND, derivata dall'espressione “prove non distruttive”.

## Campi di applicazione
Nel settore industriale ogni prodotto di importanza critica (travi per l'edilizia, viti di sostegno, componenti aeronautici, componenti automobilistici, corpi a pressione) deve essere controllato per la verifica della sua integrità e conformità alle norme vigenti. È noto infatti che una piccola cricca superficiale, innocua in condizioni normali, se sottoposta a sollecitazioni da fatica, cresce costantemente di dimensioni fino a portare a rottura il componente. Vengono utilizzati i metodi di controllo non distruttivo per l'analisi di ogni singolo pezzo, sostituendo in molti campi il più incerto "controllo distruttivo a campione".
I Controlli Non Distruttivi vengono ampiamente impiegati anche per l'ispezione di particolari Aeronautici, sia in "servizio" che in fase di fabbricazione. L’ITANDTB (ITAlian Non Destructive Testing Board) è il Comitato italiano che fornisce servizi di qualifica di personale addetto ai Controlli Non Distruttivi del settore aeronautico e spaziale, nonché di approvazione di Centri di Addestramento ed Esami, in base alla Norma UNI EN 4179. È riconosciuto da ENAC (Ente Nazionale Aviazione Civile) come l’equivalente organismo italiano del “National Aerospace NDT Board” previsto dalla Norma UNI EN 4179 (norma equivalente della NAS 410 per la formazione e certificazione del personale CND).
Tra le metodologie di controlli non distruttivi sono citabili i seguenti metodi:
- PT - Liquidi penetranti, si basa sull'esaltazione della visibilità di difetti superficiali aperti mediante l'utilizzo di sostanza liquida che penetra per capillarità nei difetti (penetrante) ed uno sfondo (rivelatore o il pezzo stesso).
- RT - Radiografia, comprendente i sistemi Raggi X, Metodo neutronico e Raggi gamma.
- UT - Ultrasuoni, tecnica che fa impiego di onde acustiche ad alta frequenza (nell'ordine dei MHz per i materiali metallici, dei kHz per materiali più eterogenei quali quelli lapidei ed i conglomerati cementizi), e che comprende anche la metodologia TOFD.
- ET - Correnti indotte, tecnica che si basa sull'esame delle correnti parassite indotte mediante un campo magnetico alternato.
- VT - Visual test, sistema di controllo visivo.
- MT - Magnetoscopia, si basa sull'attrazione di particelle ferromagnetiche e disperse in liquido) attratte dal campo magnetico disperso in prossimità delle eventuali cricche.
- AT - Emissione acustica, sistema per l'identificazione di propagazione delle difettologie.
- TIR - Termografia, analisi della risposta termica in presenza di discontinuità del materiale.
- LT - Leak Testing, utilizza varie metodologie come la prova di tenuta ad aria per la misurazione e la rilevazione delle perdite
- TT - Test Termografici, utilizzano la diffusione e la distribuzione del calore nel componente da ispezionare.
- Shearografia - simile all'interferometria olografica.

## Classificazione delle metodologie di controllo
Le metodologie di controllo possono essere classificate in diversi modi.
La prima differenziazione è fra metodologie volumetriche e superficiali. Le prime mostrano indicazioni (difetti) presenti in tutto il volume dell'oggetto (RT, UT, AT, TIR), mentre le altre mostrano solo i difetti affioranti in superficie (PT, VT) o molto prossimi alla superficie su cui si sta effettuando il controllo (ET, MT).
L'esame VT è molto importante perché è l'unico che verifica le geometrie del cordone di saldatura previste dal progettista, mentre tutti gli altri ne verificano la qualità, proprio per questo motivo la norma UNI EN ISO 3834 prevede Il controllo Visivo (VT) su tutte le costruzioni metalliche strutturali.
Le metodologie volumetriche possono essere divise fra metodologie per trasmissione e metodologie per riflessione. I RT sono sempre per trasmissione, cioè devono attraversare tutto il pezzo per essere rivelati sulla faccia opposta a quella da cui sono entrati. Gli UT possono essere effettuati per trasmissione, nel caso di controlli particolari, utilizzando due sonde poste su due facce opposte dell'oggetto, ma, generalmente, sono effettuati per riflessione. TIR e AT si basano sull'emissione di energia da parte del pezzo in condizioni particolari, quindi devono essere classificati a parte.
I vantaggi dei metodi per trasmissione sono la minore attenuazione del segnale, che deve attraversare lo spessore dell'oggetto solo una volta, tuttavia richiedono che entrambe le superfici dell'oggetto siano accessibili, mentre i metodi per riflessione permettono che sia accessibile una sola superficie dell'oggetto. Le metodologie di controllo superficiali, ovviamente, richiedono l'accessibilità della superficie su cui vengono effettuati i controlli.

## Tecniche diagnostiche non distruttive in edilizia
Tutti gli edifici, anche se realizzati a regola d'arte, sono soggetti a degrado a causa dell'invecchiamento dei materiali e della prolungata mancanza di manutenzione.
Per una corretta analisi dello stato di degrado di un manufatto, a partire dagli ottanta, vengono impiegate indagini non distruttive, in alcuni casi affiancate ad interventi distruttivi quali il prelievo di campioni per prove fisico-chimiche da effettuare in laboratorio, in altri casi vengono utilizzate come unico metodo di indagine.
In realtà queste indagini non hanno avuto la diffusione prevista, infatti il loro utilizzo è limitato agli edifici monumentali, alle grandi strutture in cemento armato e alla verifica degli organismi edilizi e relativi componenti ai fini di contenere il consumo energetico.
Le metodiche non distruttive presentano diversi vantaggi quali:
- poter operare all'interno degli edifici senza dover sospendere le normali attività, limitando al minimo i disagi per gli abitanti;
- evitare ulteriori traumi a strutture dissestate, limitando il numero dei saggi distruttivi ai punti realmente rappresentativi per la formulazione del quadro diagnostico generale.

Tra le più frequenti tecniche diagnostiche non distruttive ci sono:
- la termografia;
- l'endoscopia;
- la magnetometria;
- le indagini soniche;
- le prove ultrasoniche;
- le prove sclerometriche;
- le prove pacometriche;
- le prove sonreb.

### Termografia edile
La termografia è tra le metodiche non distruttive maggiormente utilizzate nel campo del riuso, per la diagnostica delle patologie edilizie.

#### Principi di funzionamento
L'utilizzo della termografia permette la lettura delle radiazioni emesse nella banda dell'infrarosso da corpi sottoposti a sollecitazione termica.
L'energia radiante è funzione della temperatura superficiale dei materiali e questa è a sua volta condizionata dalla conducibilità termica e dal calore specifico.
Questi ultimi esprimono in termini quantitativi l'attitudine dal materiale stesso a trasmettere il calore o a trattenerlo.
Quindi un materiale con valori alti di conducibilità si riscalderà velocemente ed altrettanto velocemente si raffredderà.
Per effetto dei differenti valori di questi parametri, specifici per ciascun materiale, i diversi componenti di un manufatto, quale una muratura, assumeranno differenti temperature sotto l'azione di sollecitazioni termiche.
Tale caratteristica è sfruttata dalla termografia per visualizzare, con appositi sistemi, i differenti comportamenti termici dei materiali.

#### Principali applicazioni
Grazie alla termografia si possono evidenziare ad esempio:
- dispersioni termiche dovute a deficienze di coibentazione;
- ponti termici;
- umidità nelle murature;
- strutture di solai in calcestruzzo armato;
- presenza di canalette di impianti elettrici e/o canalizzazione di impianti idrico-sanitario e termico in funzione;
- ammorsature tra strutture murarie con tessiture e materiali diversi.

#### Influenza dei fattori ambientali e climatici
Per quanto sopra, la termografia è influenzata dalle condizioni ambientali e climatiche del luogo in cui si opera.
Pertanto occorre rispettare alcune regole generali per ottenere risultati corretti:
- occorre operare in assenza di irraggiamento solare, meglio se dopo il tramonto quando la struttura da analizzare è in fase di raffreddamento:
- occorre operare in assenza di pioggia e di vento.

La temperatura, l'umidità e la velocità del vento influenzano la qualità dei risultati, in quanto essi modificano le modalità con cui avviene lo scambio termico tra materiali e l'ambiente circostante.
Pertanto è necessario avere un controllo strumentale di questi fattori.
È necessario inoltre che a cavallo della struttura vi sia uno sbalzo termico di almeno 10 °C al fine di apprezzare sui termogrammi le anomalie termiche eventualmente presenti.
È importante infine tenere in considerazione la presenza di sorgenti calde, quali tubazioni non coibentate o elementi scaldanti, che possono influenzare la distribuzione di temperatura sui componenti l'involucro, e i riflessi provenienti da altre superfici che potrebbero essere scambiati per difetti della struttura.

#### Caratteristiche tecniche
Un sistema termografico IR è costituito da una telecamera collegata ad un sistema di elaborazione e registrazione delle immagini.
I rilevatori IR hanno il compito di individuare la consistenza della radiazione che li investe e di analizzare punto per punto la superficie radiante, per giungere alla definizione della mappa termica.
I sistemi termografici attualmente in commercio si differenziano per le diverse modalità di raffreddamento:
- termoelettrico o effetto Peltier;
- azoto liquido invaso dewar;
- argon ressurizzato in bombola (Joule - Thomson)
- ciclo chiuso Sterling.

Il sistema di raffreddamento più efficace, per applicazioni della termografia in edilizia è quest'ultimo, costituito da una pompa a pistola capace di cerare un punto freddo in un circuito sigillato con carica di elio.

### Boroscopia o endoscopia
I boroscopi sono comunemente utilizzati per raggiungere cavità inaccessibili all'osservazione diretta, hanno diametri di sezione compresa tra qualche centimetro a pochi millimetri.

#### Caratteristiche tecniche
In commercio vi sono due tipi costruttivi:
- il primo simile ad un periscopio, costituito da un obiettivo abbinato ad uno o più prismi e a più gruppi ottici che proiettano l'immagine sul piano focale di un oculare esterno, il tutto montato su una struttura rigida che può essere prolungata sino ad otto metri;
- il secondo tipo è costituito da fibre ottiche, con diametri anche di pochi millimetri, con struttura rigida o flessibile.

La sonda è in genere collegata ad un video processore che fornisce sia un segnale tricromatrico RGB sia un segnale video composito che consente registrazione su supporto magnetico o trasmissione di segnale via modem.

#### Principali applicazioni
Gli endoscopi vengono utilizzati per:
- ispezioni di tubazioni di impianti;
- ispezioni di nuclei di muratura portante, al fine di verificare l'entità dei vuoti e valutare gli interventi di consolidamento statico;
- ispezioni all'interno di turbine.

### Magnetometria
La magnetometria consente il rilievo di materiali metallici annegati in materiali non ferromagnetici (es. murature, calcestruzzo).
Il principio del metodo si basa sul principio dell'induzione magnetica.

#### Caratteristiche tecniche
Le apparecchiature (pacometri) in commercio sono in genere costituite da una centralina di rilevamento a cui è collegata una sonda con due bobine disposte a distanza prefissata.
All'interno della sonda un flusso di corrente alternata, con frequenza prefissata, crea un campo magnetico di forma allungata secondo l'asse della sonda.
Gli oggetti metallici che intercettano il campo magnetico modificano il voltaggio della bobina nella misura espressa dal rapporto diametro/copriferro dell'oggetto metallico.
Ciò permette di leggere su un display analogico della centralina il diametro dei materiali ferrosi, la posizione, e il relativo copriferro con un'incertezza della misurazione di ± 1 cm.

#### Principali applicazioni
Le principali applicazione della magnetometria sono:
- individuazione della posizione, del copriferro e del diametro dei ferri, di armature di strutture in calcestruzzo armato e di tubazioni metalliche di impianti in genere.

### Indagini soniche
Si basano sulla misura e l'analisi delle caratteristiche di propagazione delle onde elastiche(onde soniche) con frequenza compresa fra 16 e 20 kHz, all'interno di corpi solidi.

#### Principi di funzionamento
Se il mezzo è omogeneo ed isotropo si hanno due tipi di onde:
- di compressione
- di taglio

dette anche primarie e secondarie in quanto appaiono in sequenza come le onde sismiche.
Nel suo propagarsi l'onda perde energia sia per cause naturali sia in corrispondenza dei piani di discontinuità del materiale.
Questa caratteristica è sfruttata per l'individuazione all'interno di strutture, che si possono considerare piuttosto omogenee, l'esistenza di lesioni o zone degradate.

#### Caratteristiche tecniche
La configurazione standard delle apparecchiature è costituita da:
- una sorgente di emissione di onde elastiche (martello o generatore di onde sonore) collegato ad una centralina di rilevazione che permette, con un impulso, di dare inizio alla registrazione delle onde soniche;
- captatore dell'energia sonica costituito da un misuratore di velocità e accelerazione e da un microfono;
- sistema di rilevazione segnali costituito da un amplificatore dei segnali collegato ad un filtro a selezione di banda, più un oscilloscopio ed un registratore.

#### Principali applicazioni
Le principali applicazione delle indagini soniche sono:
- misurazione della profondità del piano di posa delle fondazioni,
- individuazione di lesioni e/o discontinuità di paramenti murari

### Prove ultrasoniche
Le prove ultrasoniche si basano sulla misura e sull'analisi delle caratteristiche di propagazione delle onde ultrasoniche con frequenza compresa tra i 50 KHz e i 10 MHz.

#### Principi di funzionamento
Come per le onde soniche se il mezzo è omogeneo ed isotropo si hanno due tipi di onde:
- di compressione
- di taglio

dotate di capacità di propagazione su lunghe distanze.
Al contrario delle onde soniche non si propagano nei gas dai quali sono riflesse e rifratte entrambe però possono essere trasmesse, anche per lunghe distanze, attraverso i liquidi e i solidi.
È questa la proprietà che viene sfruttata per individuare discontinuità o per misurare lo spessore di strati.
Infatti in presenza di una cavità, l'onda viene quasi completamente riflessa.

#### Caratteristiche tecniche
L'apparecchiatura è costituita da:
- una centralina con display per la lettura delle velocità di propagazione delle onde,
- un oscilloscopio per la rilevazione delle onde;
- due sonde: una emittente (onde con frequenza compresa tra 10 – 200 kHz) e l'altra ricevente.

#### Principali applicazioni
Le principali applicazioni delle prove ultrasoniche per calcestruzzi e acciai sono:
- il grado di omogeneità;
- la presenza di vuoti, lesioni o discontinuità delle strutture;
- il valore del modulo elastico;
- la resistenza dei calcestruzzi (metodo combinato ultrasuoni - sclerometro) con una precisione di ± 15%.

#### Prove ultrasoniche per calcestruzzi
Le prove ultrasoniche consentono anche di stimare, in maniera indiretta, la resistenza meccanica del calcestruzzo in sito.
Infatti la resistenza meccanica del conglomerato è correlata al valore del modulo di Young del materiale che a sua volta è correlato alla velocità di propagazione delle onde ultrasoniche.

### Prove sclerometriche
Le prove sclerometriche consentono di determinare la durezza superficiale di un materiale (calcestruzzo, roccia, ecc.) la quale è correlata alla resistenza meccanica dello stesso.
Per la sua semplicità applicativa è sicuramente la prova non distruttiva più impiegata dai tecnici.

### Prove pacometriche
la prova pacometrica si basa sull'utilizzo del pacometro che permette di rilevare la presenza, la direzione e il diametro delle barre nel calcestruzzo armato e misura inoltre lo spessore del copriferro con notevole precisione.

### Prove sonreb
La prova SONREB consente di determinare la resistenza meccanica di un calcestruzzo in opera combinando la velocità ultrasonica V, ottenuta con prove ultrasoniche, con l'indice di rimbalzo S ottenuto con prove sclerometriche.